# Monastère de l'Ordre de Sainte-Brigitte à Turku
Le monastère de l'Ordre de Sainte-Brigitte (en finnois : Turun birgittalaisluostari) est un couvent catholique situé dans le quartier VII à Turku en Finlande.

## Présentation
Le couvent catholique situé à Turku a été fondé en 1986. 
En 2011, il y avait neuf religieuses qui étaient indiennes, mexicaines, italiennes et polonaises.
Le couvent fonctionnant en relation avec l'église Sainte-Brigitte et du Bienheureux Hemming entretient une maison d'hôtes et des appartements pour les étudiantes.
La maison d'hôtes fonctionne comme un hôtel abordable oecuménique,.
Il accueille aussi des retraites et des réunions de famille
Le couvent diffuse des informations sur l'Ordre de Sainte-Brigitte en Finlande et distribue de la littérature. 
Le monastère est soutenu par l'association Birgittalaissisarten ystävät ry depuis sa fondation. 
Le monastère a aussi été rejoint par un groupe d'oblats depuis le début des années 2000.